# Nabor Ochoa López
Nabor Ochoa López (Estado de Guerrero, 12 de julio de 1960-10 de diciembre de 2024) fue un político del Estado de Colima, miembro del Partido Verde Ecologista de México.

## Inicios
Es licenciado en Ciencias Políticas y Administración Pública por la Universidad Nacional Autónoma de México, titulado con mención honorífica y actualmente estudia una maestría en dicha universidad.
Realizó sus estudios de educación primaria, secundaria y preparatoria en la Ciudad y Puerto de Manzanillo.

## PRI
Su primer cargo de elección popular fue como diputado Local priista en la LIII Legislatura del Congreso del Estado de Colima por el PRI.

## PAN
Posteriormente al tener fracturas con sus excompañeros de partido, renunció del mismo e ingresó al PAN, ganando las elecciones municipales a Sergio Marcelino Bravo.[cita requerida] Se desempeñó como diputado Federal por el II Distrito Electoral Federal de Colima para la LX Legislatura de México, el cual ganó por Mayoría relativa, y a finales de su cargo fue un serio candidato a gobernador al intentar ser postulado por el Partido del Trabajo. 
Nabor Ochoa es el primer diputado federal por ese distrito electoral no perteneciente al Partido Revolucionario Institucional.

## PRI
El 8 de marzo de 2009, renunció al PAN argumentando maltrato y falta de cumplimiento de los compromisos por parte del dirigente nacional, Germán Martínez y del estatal, Luis Fernando Antero Valle. Fue designado candidato a presidente municipal de Manzanillo por el Partido Nueva Alianza, cargo que ganó frente a la candidata del PAN Gabriela Sevilla Blanco.